# 治愈系
治愈系是日本20世纪90年代中期出現的詞語，原本是指電視上演出的女性藝人中能讓人感到平靜、溫暖、治愈、舒暢的人。
現時（尤其在動漫畫等二次元作品中），治癒系通常是指能給予觀眾積極、愛、陽光、溫暖、和平、等等正能量的人物或作品。

## 概述
在治癒系的作品中，觀眾往往能透過故事或特定人物的言行感受到世界依然存在著愛，人與人之間仍舊存在著善與信任，因此覺得心靈得到治癒。
另有一些觀眾，或許會因為某些作品中可愛/美麗的角色們而感受到世界上依然存在著美的事物。
就劇情意義上的治癒系作品而言，大略可分為日常輕鬆與改過振作兩類，前者著重在以悠閒氛圍，單純環境與溫暖的人際互動，讓觀眾感受到與現實生活之複雜黑暗相反的美好，而心靈得到救贖。後者則是藉由角色內心轉變的過程，給予觀者以希望。

## 致鬱系
中文圈所使用的詞彙。
通常用來形容會導致讀者/觀眾/玩家心情抑鬱，情緒低落的作品。
由於和治癒系同音，所以時常會有人故意將致鬱系寫成治癒系來釣魚。
典型的一個例子就是2011年一月新番《魔法少女小圓》，該新番放映前被宣傳為是一部溫暖人心的治癒系作品，結果第三集就出現主要角色慘死，後面又接連出現黑化、自我犧牲、魔法少女與魔女的黑幕等等情節，使得觀眾們連連反諷道：「真是太治癒了」。
因此，也出現了與「治癒系」同音異字反義的形容詞致鬱系。